# Giovanni Augusto Carlo di Wied
Giovanni Augusto Carlo di Wied (Neuwied, 26 maggio 1779 – Neuwied, 21 aprile 1836) fu principe regnante di Wied-Neuwied dal 1802 al 1806 e capo della Casata di Wied dal 1806 al 1836.

## Biografia

### I primi anni
Giovanni Carlo Augusto era figlio del principe Federico Carlo di Wied-Neuwied (1741-1809) e di sua moglie, Maria Guglielmina Luisa di Sayn-Wittgenstein-Berleburg (1747-1823).
Sin dalla gioventù venne introdotto alla carriera militare venendo nominato tenente generale dell'esercito prussiano e fu proprietario del reggimento 1. Koblenz Landwehr, ricevendo molte decorazioni ed onorificenze per l'onorevole servizio prestato.
Dopo l'abdicazione del padre, nel 1802 fu chiamato a succedergli quale principe regnante del principato di Wied-Neuwied (che assunse dal 1802 il nome di Principato di Wied), anche se egli assumeva de facto tale incarico da diverso tempo, e cioè da quando suo padre aveva manifestato problematiche di insanità mentale.
Il 12 luglio 1806 il principato di Wied venne mediatizzato al ducato di Nassau e dopo il Congresso di Vienna esso passò definitivamente al Regno di Prussia non venendo più ricreato come entità indipendente. Da questo momento in poi egli ebbe il permesso di fregiarsi del titolo di principe di Wied ma solo a livello nobiliare e onorifico in quanto decaddero contestualmente tutti i suoi incarichi politici.

## Matrimonio e figli
L'11 giugno 1812 Giovanni Augusto Carlo sposò la principessa Sofia Augusta di Solms-Braunfels (24 febbraio 1796 - 23 gennaio 1855), figlia del principe Guglielmo Cristiano Carlo di Solms-Braunfels. La coppia ebbe i seguenti figli:
- Luitgarda Guglielmina Augusta (4 marzo 1813 - 9 giugno 1870), sposò a Neuwied l'11 settembre 1832 il conte Ottone di Solms-Laubach (1º ottobre 1799 - 1872)
- Carlo Ermanno Guglielmo, principe di Wied (22 maggio 1814 - 1864) sposò a Biebrich il 20 giugno 1842 la principessa Maria di Nassau-Weilburg (29 gennaio 1825 - 24 marzo 1902)
- Ottone Federico Alberto (30 settembre 1818 - 19 maggio 1835)

Egli ebbe anche una relazione con la propria amante, Henriette von Dobeneck (24 maggio 1781 - 16 agosto 1846), dalla quale ebbe un figlio illegittimo:
- Federico Augusto di Pelken (1809-1885), sposò Leopoldine Kalthoff (1827-1907)

## Ascendenza
|                                                           |                                                |                                                                | Genitori                                                           |  |  | Nonni |  |  | Bisnonni                                  |  |  | Trisnonni                   |  |
|                                                           |                                                |                                                                |                                                                    |  |  |       |  |  | Federico Guglielmo, conte di Wied-Neuwied |  |  | Federico III, conte di Wied |  |
|                                                           |                                                |                                                                |                                                                    |  |  |       |  |  | Federico Guglielmo, conte di Wied-Neuwied |  |  | Federico III, conte di Wied |  |
|                                                           |                                                | Maria Sabina di Solms-Hohensolms                               |                                                                    |  |  |       |  |  | Federico Guglielmo, conte di Wied-Neuwied |  |  |                             |  |
| Giovanni Federico Alessandro, principe di Wied-Neuwied    |                                                |                                                                |                                                                    |  |  |       |  |  | Federico Guglielmo, conte di Wied-Neuwied |  |  |                             |  |
|                                                           |                                                | Luisa Carlotta di Dohna-Schlobitten                            | Alessandro, burgravio e conte di Dohna-Schlobitten                 |  |  |       |  |  |                                           |  |  |                             |  |
|                                                           |                                                | Luisa Carlotta di Dohna-Schlobitten                            | Alessandro, burgravio e conte di Dohna-Schlobitten                 |  |  |       |  |  |                                           |  |  |                             |  |
|                                                           |                                                | Luisa Carlotta di Dohna-Schlobitten                            | Amalia di Dohna-Carwinden                                          |  |  |       |  |  |                                           |  |  |                             |  |
| Federico Carlo, principe di Wied-Neuwied                  |                                                | Luisa Carlotta di Dohna-Schlobitten                            |                                                                    |  |  |       |  |  |                                           |  |  |                             |  |
|                                                           |                                                | Giorgio Federico, burgravio di Kirchberg e conte di Hachenburg | Giorgio Luigi, burgravio di Kirchberg e conte di Hachenburg        |  |  |       |  |  |                                           |  |  |                             |  |
|                                                           |                                                | Giorgio Federico, burgravio di Kirchberg e conte di Hachenburg | Giorgio Luigi, burgravio di Kirchberg e conte di Hachenburg        |  |  |       |  |  |                                           |  |  |                             |  |
|                                                           |                                                | Giorgio Federico, burgravio di Kirchberg e conte di Hachenburg | Maddalena Cristina di Manderscheid-Blankenheim                     |  |  |       |  |  |                                           |  |  |                             |  |
| Carolina di Kirchberg-Hachenburg                          |                                                | Giorgio Federico, burgravio di Kirchberg e conte di Hachenburg |                                                                    |  |  |       |  |  |                                           |  |  |                             |  |
|                                                           |                                                | Sofia Amalia di Nassau-Ottweiler                               | Federico Luigi, conte di Nassau-Ottweiler                          |  |  |       |  |  |                                           |  |  |                             |  |
|                                                           |                                                | Sofia Amalia di Nassau-Ottweiler                               | Federico Luigi, conte di Nassau-Ottweiler                          |  |  |       |  |  |                                           |  |  |                             |  |
|                                                           |                                                | Sofia Amalia di Nassau-Ottweiler                               | Cristiana di Ahlefeld                                              |  |  |       |  |  |                                           |  |  |                             |  |
| Giovanni Augusto Carlo, principe di Wied                  |                                                | Sofia Amalia di Nassau-Ottweiler                               |                                                                    |  |  |       |  |  |                                           |  |  |                             |  |
|                                                           | Casimiro, conte di Sayn-Wittgenstein-Berleburg | Ludovico Francesco, conte di Sayn-Wittgenstein-Berleburg       |                                                                    |  |  |       |  |  |                                           |  |  |                             |  |
|                                                           | Casimiro, conte di Sayn-Wittgenstein-Berleburg | Ludovico Francesco, conte di Sayn-Wittgenstein-Berleburg       |                                                                    |  |  |       |  |  |                                           |  |  |                             |  |
|                                                           | Casimiro, conte di Sayn-Wittgenstein-Berleburg | Edvige di Lippe-Brake                                          |                                                                    |  |  |       |  |  |                                           |  |  |                             |  |
| Ludovico Ferdinando, conte di Sayn-Wittgenstein-Berleburg | Casimiro, conte di Sayn-Wittgenstein-Berleburg |                                                                |                                                                    |  |  |       |  |  |                                           |  |  |                             |  |
|                                                           |                                                | Maria Carlotta di Isenburg-Büdingen-Wächtersbach               | Ferdinando Massimiliano I, conte di Isenburg-Büdingen-Wächtersbach |  |  |       |  |  |                                           |  |  |                             |  |
|                                                           |                                                | Maria Carlotta di Isenburg-Büdingen-Wächtersbach               | Ferdinando Massimiliano I, conte di Isenburg-Büdingen-Wächtersbach |  |  |       |  |  |                                           |  |  |                             |  |
|                                                           |                                                | Maria Carlotta di Isenburg-Büdingen-Wächtersbach               | Albertina Maria di Sayn-Wittgenstein-Berleburg                     |  |  |       |  |  |                                           |  |  |                             |  |
| Luisa Guglielmina di Sayn-Wittgenstein-Berleburg          |                                                | Maria Carlotta di Isenburg-Büdingen-Wächtersbach               |                                                                    |  |  |       |  |  |                                           |  |  |                             |  |
|                                                           |                                                | Guglielmo Maurizio II, conte di Isenburg-Büdingen-Philippseich | Guglielmo Maurizio II, conte di Isenburg-Büdingen-Birstein         |  |  |       |  |  |                                           |  |  |                             |  |
|                                                           |                                                | Guglielmo Maurizio II, conte di Isenburg-Büdingen-Philippseich | Guglielmo Maurizio II, conte di Isenburg-Büdingen-Birstein         |  |  |       |  |  |                                           |  |  |                             |  |
|                                                           |                                                | Guglielmo Maurizio II, conte di Isenburg-Büdingen-Philippseich | Anna Amalia di Isenburg-Büdingen                                   |  |  |       |  |  |                                           |  |  |                             |  |
| Federica Cristina di Isenburg-Büdingen-Philippseich       |                                                | Guglielmo Maurizio II, conte di Isenburg-Büdingen-Philippseich |                                                                    |  |  |       |  |  |                                           |  |  |                             |  |
|                                                           |                                                | Amalia Luisa di Dohna-Lauck                                    | Cristoforo Federico, burgravio e conte di Dohna-Lauck              |  |  |       |  |  |                                           |  |  |                             |  |
|                                                           |                                                | Amalia Luisa di Dohna-Lauck                                    | Cristoforo Federico, burgravio e conte di Dohna-Lauck              |  |  |       |  |  |                                           |  |  |                             |  |
|                                                           |                                                | Amalia Luisa di Dohna-Lauck                                    | Giovanna Elisabetta di Lippe-Detmold                               |  |  |       |  |  |                                           |  |  |                             |  |
|                                                           |                                                | Amalia Luisa di Dohna-Lauck                                    |                                                                    |  |  |       |  |  |                                           |  |  |                             |  |